# Acacia rotundata
Acacia rotundata är en ärtväxtart som beskrevs av George Bentham. Acacia rotundata ingår i släktet akacior, och familjen ärtväxter. Inga underarter finns listade i Catalogue of Life.